# Lubowidz (Poméranie)
Pour les articles homonymes, voir Lubowidz.
Lubowidz est une localité polonaise de la gmina rurale de Nowa Wieś Lęborska située dans le powiat de Lębork en voïvodie de Poméranie. Elle se trouve à environ 52 km à l'ouest de la capitale régionale Gdańsk.

## Géographie

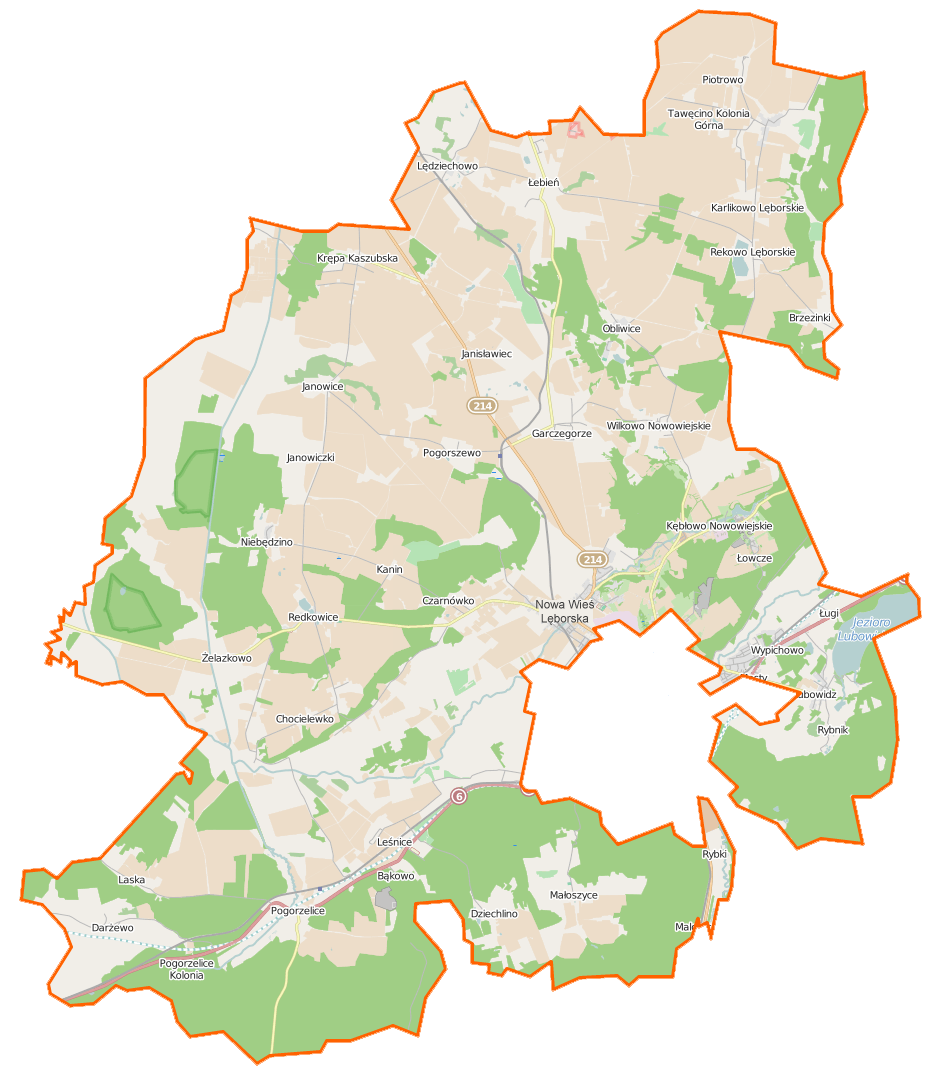
Carte de la gmina de Nowa Wieś Lęborska.

## Histoire
De 1772 à 1945, Luggewiese fait partie de l'arrondissement de Lauenbourg-Bütow puis à partir de 1846, de l'arrondissement de Lauenbourg-en-Poméranie dans le district de Köslin dans la province de Poméranie.